# زووتنیکی (استان اشوی‌داشکسیه)
زووتنیکی (به لهستانی: Złotniki) یک منطقهٔ مسکونی در لهستان است که در گمینا ماووگوشچ واقع شده‌است. زووتنیکی ۸۵۰ نفر جمعیت دارد.